# Tyrick Mitchell
Pour les articles homonymes, voir Mitchell.
Tyrick Mitchell, né le 1er septembre 1999 à Londres, est un footballeur anglais qui évolue au poste d'arrière gauche au Crystal Palace Football Club.

## Biographie
Passé par l'académie de l'AFC Wembley puis de Brentford, Mitchell intègre celle de Crystal Palace le 22 juillet 2016,.
Il fait ses débuts professionnels à l'occasion d'une défaite 3-0 contre Leicester City le 4 juillet en Premier League , entrant en jeu à la place de Patrick van Aanholt.
Lors de se fin de saison 2019-2020 et lors de la saison suivante, Mitchell s'impose peu à peu comme un titulaire en puissance au poste d'arrière gauche à Crystal Palace.

## Statistiques

### En club
| Saison                | Club                  | Championnat           | Championnat | Championnat | Championnat | Coupe nationale | Coupe nationale | Coupe nationale | Coupe de la Ligue | Coupe de la Ligue | Coupe de la Ligue | Supercoupe | Supercoupe | Supercoupe | Compétition(s) continentale(s) | Compétition(s) continentale(s) | Compétition(s) continentale(s) | Compétition(s) continentale(s) | Total | Total | Total |
| Saison                | Club                  | Division              | M.          | B.          | P.d.        | M.              | B.              | P.d.            | M.                | B.                | P.d.              | M.         | B.         | P.d.       | Comp.                          | M.                             | B.                             | P.d.                           | M.    | B.    | P.d.  |
| 2019-2020             | Crystal Palace        | Premier League        | 4           | 0           | 0           | -               | -               | -               | -                 | -                 | -                 | -          | -          | -          | -                              | -                              | -                              | -                              | 4     | 0     | 0     |
| 2020-2021             | Crystal Palace        | Premier League        | 19          | 1           | 1           | 1               | 0               | 0               | -                 | -                 | -                 | -          | -          | -          | -                              | -                              | -                              | -                              | 20    | 1     | 1     |
| 2021-2022             | Crystal Palace        | Premier League        | 36          | 0           | 2           | 4               | 0               | 0               | 1                 | 0                 | 0                 | -          | -          | -          | -                              | -                              | -                              | -                              | 41    | 0     | 2     |
| 2022-2023             | Crystal Palace        | Premier League        | 36          | 0           | 2           | -               | -               | -               | 2                 | 0                 | 0                 | -          | -          | -          | -                              | -                              | -                              | -                              | 38    | 0     | 2     |
| 2023-2024             | Crystal Palace        | Premier League        | 37          | 2           | 3           | 2               | 0               | 0               | 2                 | 0                 | 0                 | -          | -          | -          | -                              | -                              | -                              | -                              | 41    | 2     | 3     |
| 2024-2025             | Crystal Palace        | Premier League        | 37          | 1           | 5           | 4               | 0               | 1               | 4                 | 0                 | 0                 | -          | -          | -          | -                              | -                              | -                              | -                              | 45    | 1     | 6     |
| 2025-2026             | Crystal Palace        | Premier League        | 0           | 0           | 0           | -               | -               | -               | -                 | -                 | -                 | 1          | 0          | 0          | -                              | -                              | -                              | -                              | 1     | 0     | 0     |
| Total sur la carrière | Total sur la carrière | Total sur la carrière | 169         | 3           | 13          | 11              | 0               | 1               | 9                 | 0                 | 0                 | 1          | 0          | 0          | -                              | -                              | -                              | -                              | 190   | 3     | 14    |

### En sélection nationale
| Saison                | Sélection             | Phases finales        | Phases finales | Phases finales | Phases finales | Éliminatoires | Éliminatoires | Éliminatoires | ligue des nations | ligue des nations | ligue des nations | Matchs amicaux | Matchs amicaux | Matchs amicaux | Total | Total | Total |
| Saison                | Sélection             | Compétition           | M              | B              | Pd             | M             | B             | Pd            | M                 | B                 | Pd                | M              | B              | Pd             | M     | B     | Pd    |
| --------------------- | --------------------- | --------------------- | -------------- | -------------- | -------------- | ------------- | ------------- | ------------- | ----------------- | ----------------- | ----------------- | -------------- | -------------- | -------------- | ----- | ----- | ----- |
| 2021-2022             | Angleterre            | -                     | -              | -              | -              | -             | -             | -             | -                 | -                 | -                 | 2              | 0              | 0              | 2     | 0     | 0     |
| Total sur la carrière | Total sur la carrière | Total sur la carrière | -              | -              | -              | -             | -             | -             | -                 | -                 | -                 | 2              | 0              | 0              | 2     | 0     | 0     |

## Palmarès

### En club
Crystal Palace
- Coupe d'Angleterre
  - Vainqueur : 2025
- Community Shield
  - Vainqueur : 2025